# Gerald Haxton
Frederick Gerald Haxton, né en 1892 à San Francisco et mort le 7 novembre 1944 à New York, est un citoyen américain connu pour avoir été l'amant du dramaturge et romancier britannique William Somerset Maugham, depuis 1914 et jusqu'à sa mort. Ils se sont rencontrés pendant la Première Guerre mondiale, alors ambulanciers de la Croix-Rouge, puis Gerald Haxton est devenu le secrétaire particulier de Somerset Maugham.

## Biographie

### Relations
Gerald Haxton était homosexuel — sa première relation connue est John Lindsell en 1913 — tandis que William Somerset Maugham n'a jamais interrompu ses relations avec les femmes : il était marié et père d'une fille.

### Indésirable en Angleterre
En 1919, l'Angleterre déclare Gerald Haxton persona non grata, il n'y entrera plus de sa vie. Les raisons qui ont conduit l'Angleterre à cela sont classées accès restreint pour 100 ans. Les raisons de son exil sont inconnues, mais Robert Calder spécule que Syrie Maugham, épouse de William Somerset Maugham a pu faire jouer ses relations au gouvernement britannique pour obtenir ce jugement. Une première arrestation en 1915 au Covent Garden hotel pour actes homosexuels (hors sodomie) a pu entrer en ligne de compte.
Cela n'a pas semblé affecter le couple, qui s'est alors installé dans une villa sur la Côte d'Azur française.

### Mort
Gerald Haxton est mort dans un hôpital new-yorkais pour alcooliques après trente ans de vie commune avec Somerset Maughan. Celui-ci lui a dédicacé en 1949 la compilation de ses écrits A Writer’s Notebook : « In Loving Memory of My Friend Frederick Gerald Haxton, 1892-1944. »

## Sources
- (en) Cet article est partiellement ou en totalité issu de l’article de Wikipédia en anglais intitulé « Gerald Haxton » (voir la liste des auteurs).